# Francesco I Acciaioli
Francesco I Acciaioli, född okänt år, död okänt år, var monark i den grekiska korsfararstaten hertigdömet Aten från 1451 till 1455. Han var son till hertig Nerio II Acciaioli av Aten och Chiara Zorzi. 
Han var omyndig vid sin fars död 1451 och hans mor blev hans regent fram till hans myndighetsdag. Modern gifte sig 1453 med den venetianske affärsmannen Bartolomeo Contarini, som år 1453 mördade sin maka och gifte sig med henne. Contarini fick sedan stort inflytande över politiken, något som gjorde Chiaras regering impopulär och fick det att förlora sitt stöd. Uppenbarligen rådde en oro för att Fransesco I:s säkerhet var hotad av Contarini, vilket gjorde att den turkiske sultanen Mehmet II på den atenska oppositionens begäran kallade Chiara och Contarini till Adrianopel och lät installera Francesco II Acciaioli, hans kusin, på Atens tron som turkisk marionett. Francesco I Acciaioli själv fördes till sultanens hov, där han av allt att döma blev kvar. Hans mor Chiara fängslades i Megara, där hon mördades av Francesco II. Contarini vädjade då till sultanen om rättvisa, vilket gjorde att sultanen 1458 erövrade Aten och avsatte Francesco II.